# Максвел (Калифорнија)
Максвел (енгл. Maxwell) насељено је место без административног статуса у америчкој савезној држави Калифорнија.

## Демографија
По попису из 2010. године број становника је 1.103.
| Група             | 2000.    | 2010.       |
| Белци             | 0 (0,0%) | 497 (45,1%) |
| Афроамериканци    | 0 (0,0%) | 11 (1,0%)   |
| Азијати           | 0 (0,0%) | 9 (0,8%)    |
| Хиспаноамериканци | 0 (0,0%) | 570 (51,7%) |
| Укупно            | 0        | 1.103       |